# North Perth
North Perth è una municipalità dell'Ontario in Canada, situata nella parte settentrionale della Contea di Perth. La località principale è Listowel, ma include anche i paesi di Atwood, Monkton, Elma e Wallace township. La municipalità venne costituita nel 1998 ed ha un'economia basata principalmente sull'agricoltura.
Al censimento del 2016 contava 13.130 abitanti su un'area di 493,14 chilometri quadrati .